# Lawinenunfall bei Wassen
| \| \| 54,4 \| Gurtnellen \| 738 m ü. M. \| \| \| 55.6 \| Häggeribachtunnel (92 m) \| Häggeribachtunnel (92 m) \| \| \| 57.5 \| Muhrentunnel (53 m) \| Muhrentunnel (53 m) \| \| \| 55.8–57.3 \| Pfaffensprungtunnel (Spiraltunnel, 1476 m) \| Pfaffensprungtunnel (Spiraltunnel, 1476 m) \| \| \| \| \| \| \| \| 59.2 \| Mühletunnel (88 m) \| Mühletunnel (88 m) \| \| \| 64.3–65.3 \| Leggisteintunnel (Kehrtunnel, 1090 m) \| Leggisteintunnel (Kehrtunnel, 1090 m) \| \| \| 64.1 \| Strahllochtunnel (40 m) \| Strahllochtunnel (40 m) \| \| \| 65.4 / 63.6 / 59.3 \| Obere / Mittlere / Untere Meienreussbrücke (54 / 122 / 60 m) \| Obere / Mittlere / Untere Meienreussbrücke (54 / 122 / 60 m) \| \| \| 65.5 \| Maienkreuztunnel (78 m) \| Maienkreuztunnel (78 m) \| \| \| 59.4–59.7 \| Kirchbergtunnel (384 m) \| Kirchbergtunnel (384 m) \| \| \| 62.95 \| 4. Lawine (ca. 15.30 Uhr) \| 4. Lawine (ca. 15.30 Uhr) \| \| \| 66.2 / 62.9 \| Obere / Mittlere Entschigtal-Galerie (102 / damals 50 m) \| Obere / Mittlere Entschigtal-Galerie (102 / damals 50 m) \| \| \| 62.88 \| 3. Lawine (ca. 15.05 Uhr) \| 3. Lawine (ca. 15.05 Uhr) \| \| \| 62,8 \| Wassen \| 928 m ü. M. \| \| \| 66.5 \| Kellerbachbrücke (61 m) \| Kellerbachbrücke (61 m) \| \| \| 66.5 \| Rohrbachbrücke (61 m) \| Rohrbachbrücke (61 m) \| \| \| 62.0–62.2 \| Rohrbachtunnel (230 m) \| Rohrbachtunnel (230 m) \| \| \| 61.9 / 60.7 \| Obere / Untere Wattingerbrücke (45 / 40 m, über Reuss) \| Obere / Untere Wattingerbrücke (45 / 40 m, über Reuss) \| \| \| 60.7–61.2 \| Wattingentunnel (Kehrtunnel 1084 m) \| Wattingentunnel (Kehrtunnel 1084 m) \| \| \| 67.0–68.6 \| Naxbergtunnel (1570 m) \| Naxbergtunnel (1570 m) \| \| \| 70.2 \| Göschenerreussbrücke (53 m) \| Göschenerreussbrücke (53 m) \| \| \| 70,5 \| Göschenen \| 1106 m ü. M. \| |                    |                                                              |                                                              |
| Mittlere Entschigtal-Galerie nach den Lawinenabgängen am 15. Februar 1888 |                    |                                                              |                                                              |
| Strecke von links (im Tunnel) · Strecke von rechts (im Tunnel) · Bahnhof | 54,4               | Gurtnellen                                                   | 738 m ü. M.                                                  |
| Strecke (im Tunnel) · Tunnelende · Tunnel | 55.6               | Häggeribachtunnel (92 m)                                     | Häggeribachtunnel (92 m)                                     |
| Strecke (im Tunnel) · Tunnel · Tunnelanfang | 57.5               | Muhrentunnel (53 m)                                          | Muhrentunnel (53 m)                                          |
| Strecke nach links (im Tunnel) · Kreuzung mit Tunnelstrecke · Strecke nach rechts (im Tunnel) | 55.8–57.3          | Pfaffensprungtunnel (Spiraltunnel, 1476 m)                   | Pfaffensprungtunnel (Spiraltunnel, 1476 m)                   |
| Strecke nach links · Strecke von rechts |                    |                                                              |                                                              |
| Strecke von links (im Tunnel) · Strecke von rechts (im Tunnel) · Tunnel | 59.2               | Mühletunnel (88 m)                                           | Mühletunnel (88 m)                                           |
| Strecke (im Tunnel) · Tunnelende · Strecke | 64.3–65.3          | Leggisteintunnel (Kehrtunnel, 1090 m)                        | Leggisteintunnel (Kehrtunnel, 1090 m)                        |
| Tunnelende · Tunnel · Strecke | 64.1               | Strahllochtunnel (40 m)                                      | Strahllochtunnel (40 m)                                      |
| Brücke über Wasserlauf · Brücke über Wasserlauf · Brücke über Wasserlauf | 65.4 / 63.6 / 59.3 | Obere / Mittlere / Untere Meienreussbrücke (54 / 122 / 60 m) | Obere / Mittlere / Untere Meienreussbrücke (54 / 122 / 60 m) |
| Tunnel · Strecke · Strecke | 65.5               | Maienkreuztunnel (78 m)                                      | Maienkreuztunnel (78 m)                                      |
| Strecke · Strecke · Tunnel | 59.4–59.7          | Kirchbergtunnel (384 m)                                      | Kirchbergtunnel (384 m)                                      |
| Tunnelanfang · Strecke | 62.95              | 4. Lawine (ca. 15.30 Uhr)                                    | 4. Lawine (ca. 15.30 Uhr)                                    |
| Strecke (im Tunnel) · Tunnel · Strecke | 66.2 / 62.9        | Obere / Mittlere Entschigtal-Galerie (102 / damals 50 m)     | Obere / Mittlere Entschigtal-Galerie (102 / damals 50 m)     |
| Tunnelende · Strecke | 62.88              | 3. Lawine (ca. 15.05 Uhr)                                    | 3. Lawine (ca. 15.05 Uhr)                                    |
| Strecke · Bahnhof · Strecke | 62,8               | Wassen                                                       | 928 m ü. M.                                                  |
| Brücke · Strecke · Strecke | 66.5               | Kellerbachbrücke (61 m)                                      | Kellerbachbrücke (61 m)                                      |
| Brücke · Strecke · Strecke | 66.5               | Rohrbachbrücke (61 m)                                        | Rohrbachbrücke (61 m)                                        |
| Strecke · Tunnel · Strecke | 62.0–62.2          | Rohrbachtunnel (230 m)                                       | Rohrbachtunnel (230 m)                                       |
| Strecke · Brücke über Wasserlauf · Brücke über Wasserlauf | 61.9 / 60.7        | Obere / Untere Wattingerbrücke (45 / 40 m, über Reuss)       | Obere / Untere Wattingerbrücke (45 / 40 m, über Reuss)       |
| Strecke · Tunnelanfang · Tunnelanfang | 60.7–61.2          | Wattingentunnel (Kehrtunnel 1084 m)                          | Wattingentunnel (Kehrtunnel 1084 m)                          |
| Tunnel · Strecke nach links (im Tunnel) · Strecke nach rechts (im Tunnel) | 67.0–68.6          | Naxbergtunnel (1570 m)                                       | Naxbergtunnel (1570 m)                                       |
| Brücke über Wasserlauf | 70.2               | Göschenerreussbrücke (53 m)                                  | Göschenerreussbrücke (53 m)                                  |
| Bahnhof | 70,5               | Göschenen                                                    | 1106 m ü. M.                                                 |

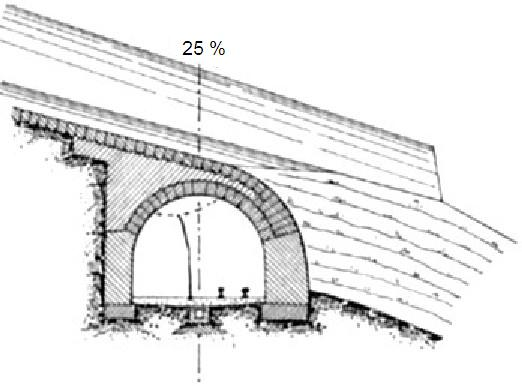
Mittlere Entschigtal-Galerie: Querschnitt bei km 62,91

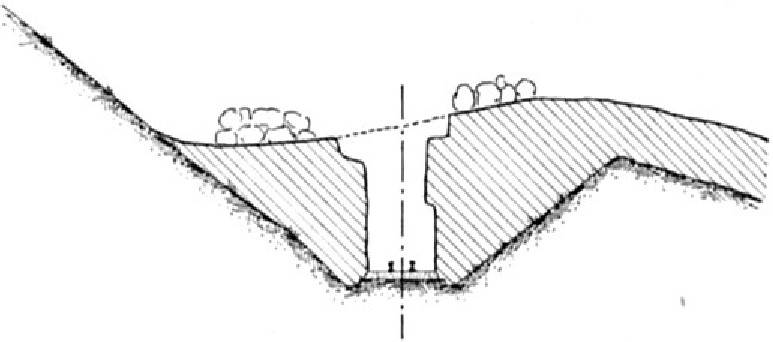
Durchbruchstelle der 4. Lawine bei km 62,95: Querschnitt

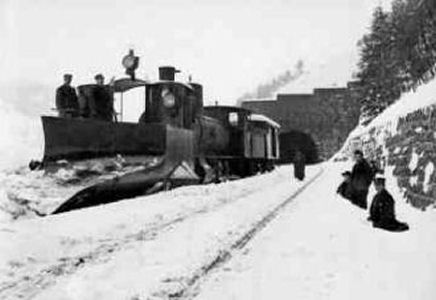
Schneeräumungszug bei der oberen Entschigtal-Galerie, bestehend aus einem Schneepflug, geschoben von einer D 4/4 mit angehängtem gedeckten Güterwagen als Material- und Mannschaftswagen.

Der Lawinenunfall bei Wassen ereignete sich am 15. Februar 1888 bei Wassen im Kanton Uri in der Schweiz. Sechs Angestellte der Gotthardbahn-Gesellschaft (GB), die in der mittleren Entschigtal-Galerie beschäftigt waren, wurden verschüttet. Fünf Eisenbahner konnten nur noch tot geborgen werden.

## Ausgangslage
Nach ausgiebigen Schneefällen löste sich am 15. Februar 1888 um 11 Uhr vom auf der rechten Talseite liegenden Diederberg eine Staublawine. Sie fegte über den unterhalb der Anbruchstelle liegenden Schutzwald hinweg und drückte im auf der gegenüberliegenden Talseite liegenden Dorf Wassen mehrere Fenster ein. Die untere Bahnlinie bei Wassen, die etwa 1,5 Meter hoch mit Schnee und Tannenästen bedeckt war, wurde in kurzer Zeit wieder frei gelegt, so dass der Bahnbetrieb nach kurzer Zeit wieder aufgenommen werden konnte.
Zwei Grundlawinen, die um 9.30 Uhr und 14 Uhr auf der linken Talseite im Entschigtal losgingen, hatten keine Auswirkungen auf den Bahnbetrieb. Kurz nach 15 Uhr brach im Entschigtal eine Staublawine los und gelangte – durch die Luft vom Nordwind gegen Süden abgelenkt – an die südliche Mündung der mittleren Entschigtal-Galerie, wo die Bahntrasse im südlichen Voreinschnitt etwa zwei Meter hoch überschüttet wurde. Durch den von der Lawine erzeugten Luftdruck gelangte Schnee in die Galerie und bedeckte das Gleis. Sechs Bahnarbeiter, die in der Station Wassen mit dem Reinigen der Gleise und Weichen beschäftigt waren, begaben sich daraufhin in die Galerie, um dort das Gleis von Schnee zu säubern.

## Unfallhergang
Während die Bahnarbeiter noch in der Galerie beschäftigt waren, brach ungefähr um 15.30 Uhr eine weitere, weit grössere Staublawine los und ging beim Nordportal der Galerie nieder. Durch den enormen von Norden in die Galerie eindringenden Luftdruck wurden die Arbeiter zu Boden geworfen und von Lawinenschnee überschüttet. Die nachfolgenden grossen Schneemassen bedeckten nicht nur den etwa 100 Meter langen, nördlichen Voreinschnitt der Galerie in einer Höhe von 5 bis 10 Meter, sondern wurden auch in die damals 50 Meter lange Schutzgalerie hineingepresst.

## Rettung und Räumung
Sofort wurde die Rettung der Verschütteten eingeleitet. Wegen des bis zum Morgen des 16. Februars anhaltenden Schneefalls mit Nordwind blieb die Lawinengefahr angespannt, so dass die Schneeräumungsarbeiten nur von Süden her in Angriff genommen werden konnten. Die Arbeiten beschränkten sich auf die Ausgrabung der Verschütteten. Ein Arbeiter, der sich nahe am Südende der Galerie befand, wurde unverletzt gerettet. Die andern Verschütteten konnten nur noch tot geborgen werden.
Bei Tagesanbruch wurde mit einem Schneepflug die Räumung  der teilweise mit mehr als ein Meter Schnee bedeckten untere Linie bis zur Station Wassen aufgenommen und die unterbrochene Telegrafenverbindung notdürftig wiederhergestellt. Von den Stationen Wassen und Göschenen aus wurden mit je einem Zug, der aus zwei bis drei offenen Güterwagen bestand, 2800 Kubikmeter Schnee abtransportiert und bei den nächstgelegenen grösseren Brücken in die Reuss und die Meienreuss abgeworfen. Ein in einer Schneeschicht von 8 Meter Höhe liegender Felsblock von über einem Kubikmeter Größe musste vor dem Abtransport gesprengt werden.
Am Nachmittag des 17. Februars konnte der Zugsverkehr wieder aufgenommen werden. Unter den unfreiwillig in Luzern und Göschenen zurückgehaltenen Reisenden befanden sich auch der Großherzog und die Großherzogin von Baden, welche am gleichen Tage mit dem Nachtschnellzug nach Sanremo weiter reisten.

## Folgen
Die mittlere Entschigtal-Galerie wurde nach beiden Seiten verlängert, um die Bahn vor Staublawinen zu schützen. Sie hat seitdem eine Länge von 185 Metern.